# Drake Jackson
Drake Jackson (Corona, California, 12 de abril de 2001) es un jugador profesional estadounidense de fútbol americano, se desempeña en la posición de defensive end en San Francisco 49ers, en la National Football League (NFL).

## Carrera
Fue seleccionado en la Reunión Anual de Selección de Jugadores de la NFL de 2022. Hizo su debut profesional con los San Francisco 49ers, equipo en el que sigue jugando.